# A modo mio (programma televisivo)
A modo mio è un programma televisivo italiano documentaristico andato in onda, in prima serata su Rai 3, dall'11 maggio all'8 giugno 2018, per un totale di 5 puntate.

## Programma
Il format vede in primo piano le scelte umane, intellettuali, etiche ed artistiche di cinque persone che, attraverso una forte ricerca individuale, sapendosi sempre riorientare e riscoprire, sono state capaci di uscire da regole e schemi precostituiti e di gettare uno sguardo innovatore verso i rispettivi ambiti di appartenenza.

## Episodi
| Puntata | Nome episodio                                     | Messa in onda  | Spettatori | Share |
| ------- | ------------------------------------------------- | -------------- | ---------- | ----- |
| 1       | Francesco Vezzoli: la rockstar dell'arte italiana | 11 maggio 2018 | 275.000    | 1,7%  |
| 2       | Teresa Forcades, monaca benedettina               | 18 maggio 2018 | 286.000    | 1,7%  |
| 3       | Pietro Sedda, tatuatore di Oristano               | 25 maggio 2018 | 388.000    | 2,5%  |
| 4       | La storia di Silvia Calderoni                     | 1º giugno 2018 | 430.000    | 2,5%  |
| 5       | Carlo Poggioli                                    | 8 giugno 2018  | 212.000    | 1,3%  |
| Media   | Media                                             | Media          | 318.000    | 1,94% |